# Берзький касовий талер
Берзький касовий талер (нім. Bergischer Kassentaler) — земельна монета Великого герцогства Берзького, викарбувана в невеликій кількості в 1807 за правління маршала і родича Наполеона Йоахіма Мюрата. Будучи за визначенням касовим талером, монета була обов'язковою до прийому за заявленою на ній вартістю один талер. За розпорядженням уряду мав дорівнювати 60 стюверам. У готівковому обігу за нього давали 57 стюверів.
Вміст срібла в монеті був меншим у порівнянні з талерами, що перебувають в обігу, карбованими за нормами грауманської монетної стопи або Австрійсько-баварської монетної конвенції. Вага монети складала 17,323 г срібла 750 проби, що відповідало 12,992 г чистого срібла. Таким чином, бергські касові талери карбували по 18-талеровій монетній стопі, що означало, що з однієї кельнської марки (233,855 г) чистого срібла випускали 18 талерів.
Через малий тираж монети в 784 екземпляри бергський касовий талер у відсутності великого значення реальному грошовому обігу.